# Res Fischer
Res Fischer (Berlín, 8 de novembre de 1896 - Stuttgart, 4 d'octubre de 1974) fou una de les poques contralts alemanys veritables dels anys 1930 i 1940, i una de les actrius cantant més poderoses del seu temps.
Nascuda Maria Theresa Fischer, estudià a Berlín amb la gran soprano Lilli Lehmann, i més tard a Stuttgart i Praga. Feia el seu debut el 1927 al Basel Stadttheatre, on hi romania fins al 1935. Després cantà a Frankfurt (1935-1940), al Liceu de Barcelona (1940-1941) i posteriorment a l'Òpera de Stuttgart.
Després de la guerra, començà a aparèixer a l'Òpera Estatal de Múnic, l'Òpera Estatal de Viena, a La Scala de Milà, a La Monnaie a Brussel·les, la Royal Opera House, el Teatro San Carlo a Nàpols, i el 1951 al Teatro Colón de Buenos Aires.
El seu repertori incloïa; L'Orfeo de Gluck, Azucena, Amneris, Eboli, Mrs. Quickley, Ortrud, Fricka, Brangane, Die Amme, Herodias, Clytemnestra, La Comtessa vella, Kostelnicka, Jocasta, La Bruixa Gingerbread, etc. Creà el paper a l'estrena de Antigonae de Carl Orff al Festival de Salzburg de 1949.
Fischer gaudí d'una carrera llarga i distingida que s'allargà fins al 1965.